# Soporte (matemática)
En matemáticas, se denomina soporte de una función al conjunto de puntos donde la función no es cero, o a la clausura de ese conjunto.  Este concepto es usado muy ampliamente en análisis matemático. En la clase de funciones con soporte que están acotadas, también desempeña un papel mayor en varios tipos de teorías de dualidad matemática.

## Definición
Supóngase que {\displaystyle f:X\to \mathbb {R} ^{n}} es una función real cuyo dominio es un conjunto arbitrario, {\displaystyle X} entonces el soporte de {\displaystyle f}, denotado por {\displaystyle \operatorname {supp} (f)}, es el conjunto de puntos en {\displaystyle X} donde {\displaystyle f} no es cero, esto es
{\displaystyle {\mbox{supp}}(f)=\{x\in X|f(x)\neq 0\}}

### Soporte cerrado
Técnicamente, se define el soporte de una función {\displaystyle f(x)} cualquiera, como sigue:
{\displaystyle {\mbox{supp}}\;f={\overline {\{x\in X|f(x)\neq 0\}}}}
Se dice que una función tiene soporte compacto si la adherencia del conjunto donde no es nula conforma un conjunto cerrado y acotado.

## En probabilidad
Si {\displaystyle X:\Omega \to \mathbb {R} } es una variable aleatoria definida en {\displaystyle (\Omega ,{\mathcal {F}},\operatorname {P} )} entonces el soporte de {\displaystyle X} es el conjunto cerrado más pequeño {\displaystyle R_{X}\subset \mathbb {R} } tal que:
{\displaystyle \operatorname {P} [X\in R_{X}]=1}
El soporte de una variable aleatoria discreta {\displaystyle X} se define como el conjunto {\displaystyle R_{X}=\{x\in \mathbb {R} :\operatorname {P} [X=x]>0\}} y el soporte de una variable aleatoria continua {\displaystyle X} se define como el conjunto {\displaystyle R_{X}=\{x\in \mathbb {R} :f_{X}(x)>0\}} donde {\displaystyle f_{X}(x)} denota la función de densidad de la variable aleatoria {\displaystyle X}.